# Фидел Ескобар
Фидел Ескобар (шп. Fidel Escobar; 9. јануар 1995) је панамски фудбалер. Наступа у америчкој МЛС лиги за Њујорк ред булсе.

## Каријера
Ескобар је почео фудбалску каријеру у клубу Сан Франциско из Ла-Чорере. Дана 28. априла 2013. године дебитовао је у мечу против Чепоа на првенству Панаме. Фидел је постигао свој први гол за Сан Франциско у дуелу против Чорила.
Почетком 2014, Ескобар се преселио у Спортинг Сан Мигуелито. Дебитовао је за нови клуб 6. фебруара, у мечу против Арабе Унидо.
У лето 2016. године се преселио у лисабонски Спортинг. Играо је за Б екипу у Сегунди.
Од 2017. године, позајмљен је америчким Њујорк ред булсима. У мечу против Портланд тимберса дебитовао је у МЛС лиги.

## Репрезентација
Дебитовао је за репрезентацију Панаме у пријатељском мечу против САД (1:0). Био је уврштен у састав Панаме на Светском првенству у Русији 2018. године.

## Голови за репрезентацију
| #  | Датум              | Место                    | Противник | Гол | Резултат | Такмичење                                |
| -- | ------------------ | ------------------------ | --------- | --- | -------- | ---------------------------------------- |
| 1. | 11. новембар 2016. | Сан Педро Сула, Хондурас | Хондурас  | 1:0 | 1:0      | Квалификације за Светско првенство 2018. |